# Impasse de l'Hôtel-d'Argenson
L'impasse de l'Hôtel-d'Argenson est une voie située dans le quartier Saint-Gervais du 4e arrondissement de Paris.

## Situation et accès
L'impasse de l'Hôtel-d'Argenson est desservie à proximité par la ligne 1 à la station Saint-Paul.

## Origine du nom

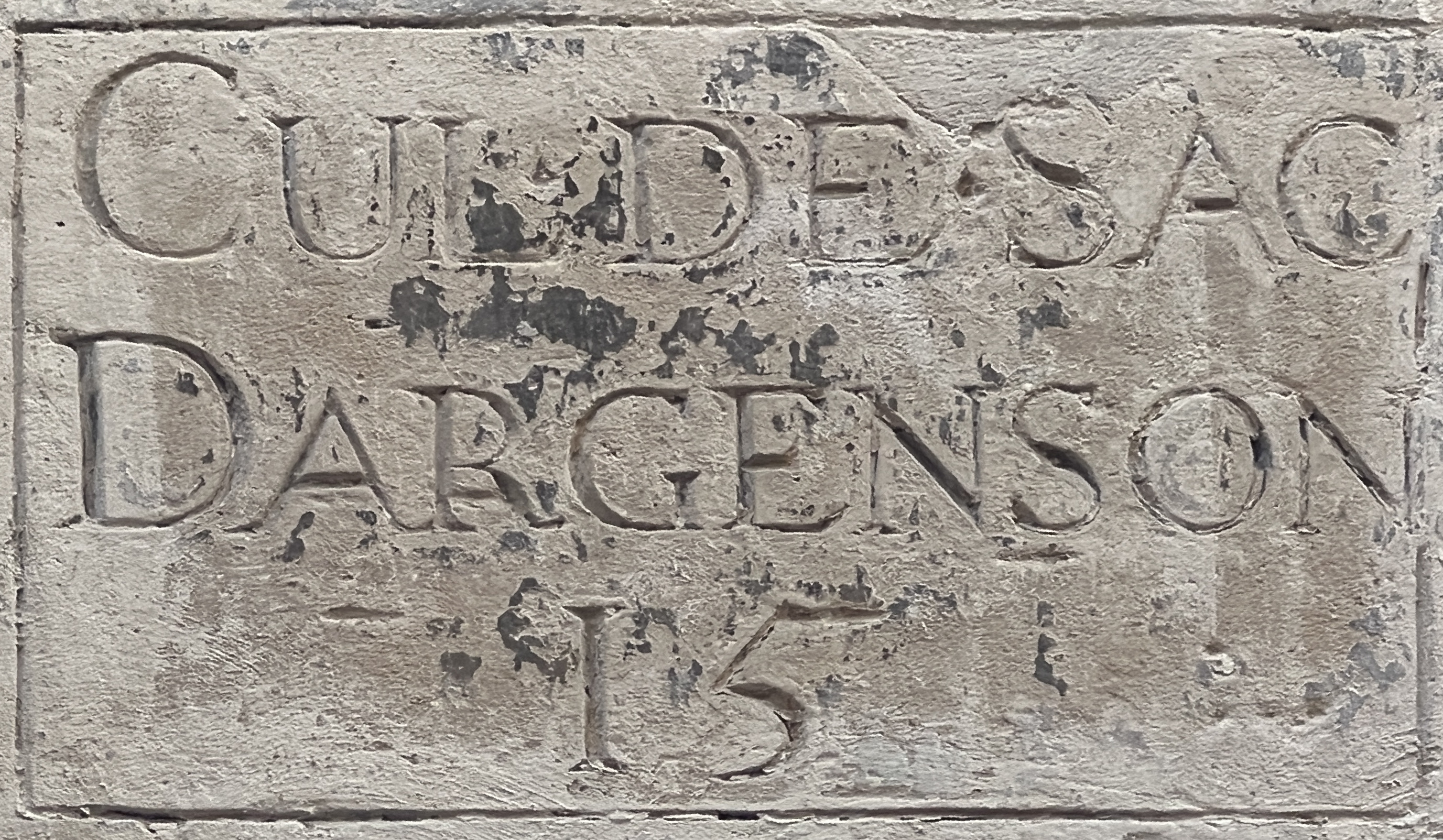
Plaque de l'ancien nom de la voie.

Elle doit son nom à l'hôtel particulier habité par la famille d'Argenson.

## Historique
Ancienne impasse d'Argenson en raison de son accès à l'hôtel particulier du marquis d'Argenson, garde des sceaux de Louis XV, de 1718 à 1720, elle est devenue l'« impasse de l'Hôtel-d'Argenson » en 1877.

Quelques éléments décoratifs
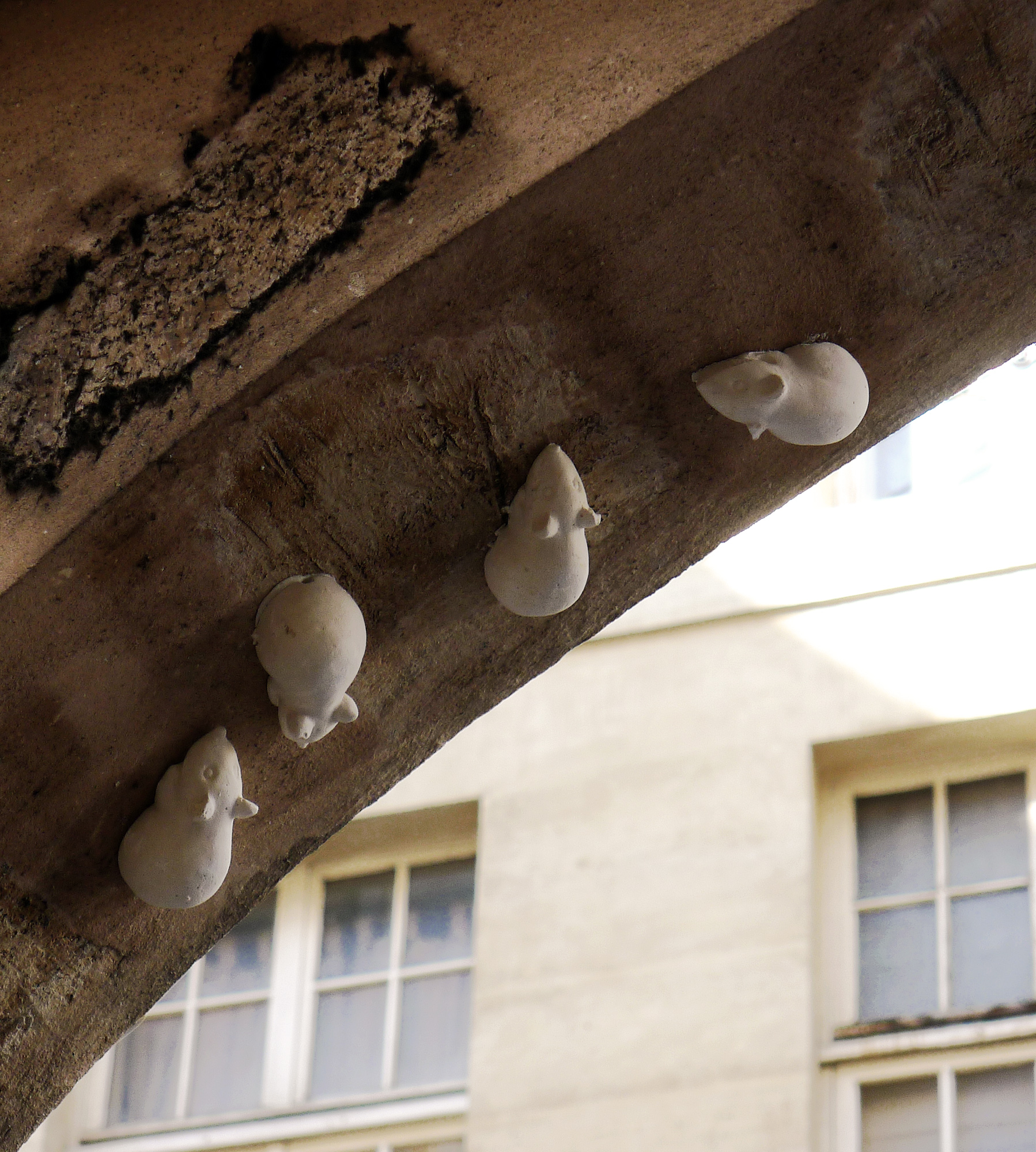
Des souris factices sur la voute d'entrée.
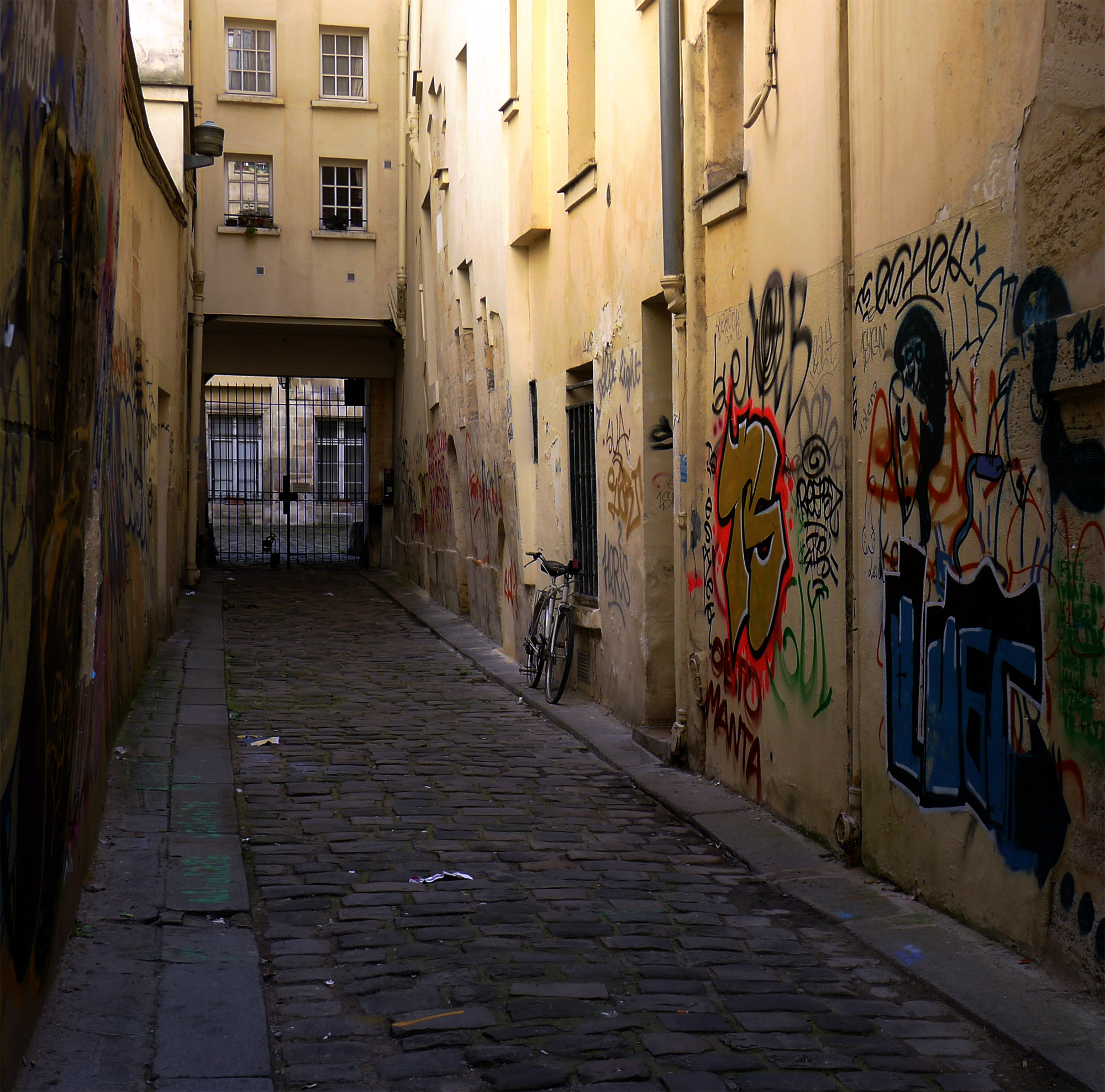
Du street art (ou des tags ?).
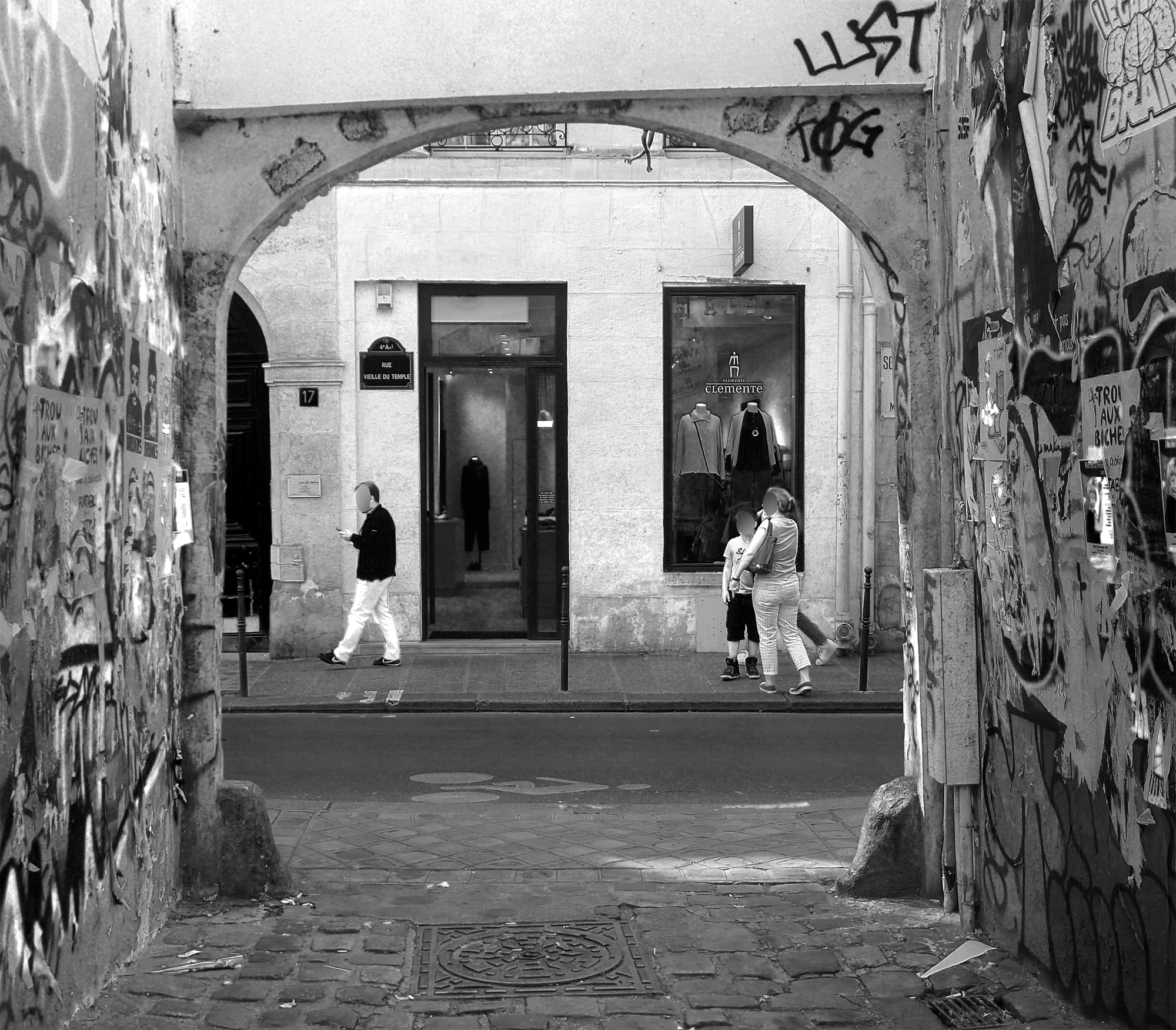
La voûte d'entrée avec ses bornes de protection.